# Hello Nasty
Hello Nasty è il quinto album in studio del gruppo musicale Stati Uniti d'America Beastie Boys, pubblicato il 14 luglio 1998.
Il disco è stato premiato con il Grammy Award al miglior album di musica alternativa.

## Descrizione
A differenza di Ill Communication, l'album riuscì ad entrare nelle classifiche di vendita di mezzo mondo; raggiunse il primo posto negli Stati Uniti d'America, Germania, Inghilterra, Australia, Nuova Zelanda, Paesi Bassi e Svezia, la seconda posizione in Canada e Giappone, e le top ten di Austria, Belgio, Finlandia, Francia, Irlanda, Israele e Svizzera.
Come avvenuto per il successo di Sabotage, i Beasties percorsero la strada del video musicale divertente ed originale; Body Movin' (ispirato al fumetto italiano Diabolik, con le scene finali riprese dall'omonimo film di Mario Bava), Intergalactic - un robot guidato da tre scienziati sconfigge un mostro gigante, simile a Cthulhu, che tiene sotto scacco una città giapponese, con scontri sullo stile dei film kaijū e delle produzioni Tokusatsu - e Three MC's and One DJ (Mix Master Mike raggiunge dopo una lunga discesa di scale il trio in una saletta di registrazione) vendettero molte copie anche per la grande pubblicità che le sempre più numerose televisioni musicali fecero a queste canzoni. Escludendo dal calcolo i singoli, si arrivò in tutto a 4.500.000 album venduti, considerando che ad una settimana dall'uscita nei negozi di dischi erano già state vendute quasi 700.000 copie.
La maggiore novità musicale del disco, al quale collaborarono per tre canzoni la cantante dei Cibo Matto, Miho Hatori ed il produttore giamaicano Lee "Scratch" Perry, fu l'abbondanza di suoni elettronici, frutto dell'interesse maturato da Adam Horovitz verso sintetizzatori, drum machine e sequencer. L'album è come al solito multigenere; l'hip hop old school di The Move fa da contropeso al soul ed il jazz di Picture This, mentre i suoni elettronici ed i campionamenti di Intergalactic e Body Movin' si accordano con le metriche delle parole, particolarmente incisive in Three MC's and One DJ. Quest'ultimo brano è unico nella produzione discografica dei Beastie Boys, visto che non ci sono né strumenti musicali né tanto meno campionamenti, ma solo lo scratching di Mix Master Mike. Rispetto a prima, la figura del deejay non è più nascosta, ma anzi, con Schwartz acquista un ruolo di primo piano: dall'arrivo del nuovo dj, ogni spettacolo dei Beasties è preceduto da un suo monologo, dove vengono mescolati numerosi sample tratti dalle più note canzoni pop e hip hop degli ultimi decenni.
La versione qui riportata di Body Movin'  non è quella che è stata remixata da Fatboy Slim.

## Tracce
1. Super Disco Breakin' – (2:07)
2. The Move – (3:35)
3. Remote Control – (2:58)
4. Song For the Man – (3:13)
5. Just a Test – (2:12)
6. Body Movin'  – (3:03)
7. Intergalactic – (3:51)
8. Sneakin' Out the Hospital – (2:45)
9. Putting Shame in your Game – (3:37)
10. Flowin' Prose – (2:39)
11. And Me – (2:52)
12. Three MC's and One DJ – (2:50)
13. Can't, Won't, Don't Stop – (3:01)
14. Song For Junior – (3:49)
15. I Don't Know – (3:00)
16. The Negotiation Limerick File – (2:46)
17. Electrify – (2:22)
18. Picture This – (2:25)
19. Unite – (3:31)
20. Dedication – (2:32)
21. Dr. Lee, PhD – (4:50) (voce di Lee "Scratch" Perry)
22. Instant Death – (3:22)

## Formazione
- Michael Diamond - voce
- Adam Horovitz - voce
- Adam Yauch - voce
- Mix Master Mike - Dj
- Mario Caldato Jr. - campionamenti
- Alfredo Ortiz - percussioni

## Classifiche
| Classifica (1998) | Posizione massima |
| ----------------- | ----------------- |
| Australia         | 1                 |
| Austria           | 2                 |
| Belgio (Fiandre)  | 2                 |
| Belgio (Vallonia) | 11                |
| Canada            | 2                 |
| Danimarca         | 6                 |
| Europa            | 1                 |
| Finlandia         | 3                 |
| Francia           | 5                 |
| Germania          | 1                 |
| Giappone          | 2                 |
| Italia            | 24                |
| Norvegia          | 2                 |
| Nuova Zelanda     | 1                 |
| Paesi Bassi       | 2                 |
| Regno Unito       | 1                 |
| Stati Uniti       | 1                 |
| Svezia            | 2                 |
| Svizzera          | 1                 |
| Ungheria          | 5                 |